# Cryptocephalus pseudomaccus
Cryptocephalus pseudomaccus är en skalbaggsart som beskrevs av R. White 1968. Cryptocephalus pseudomaccus ingår i släktet Cryptocephalus och familjen bladbaggar. Inga underarter finns listade i Catalogue of Life.